# Janine Jambu
Pour les articles homonymes, voir Janine et Jambu.
Janine Jambu, née le 18 novembre 1942 à Berre-l'Étang (Bouches-du-Rhône) et morte le 17 avril 2012 à Bagneux (Hauts-de-Seine), est une femme politique française.
Membre du Parti communiste français, elle est maire de Bagneux de 1985 à 2004 et député des Hauts-de-Seine de 1993 à 2007.

## Biographie
Fille d’Adrien Jambu, technicien du bâtiment, et de Julienne Auber, mère au foyer, Janine Jambu obtient son brevet d’études professionnelles. En 1959, à 17 ans, elle entre comme employée de bureau aux usines Ferodo à Saint-Ouen.
La même année, influencée par le militantisme de son frère, elle adhère aux Jeunesses Communistes lors de la mobilisation pour la Paix en Algérie.
Janine Jambu adhère au Parti communiste français en 1962. Elle est également militante de la CGT et de la CNL. Ayant fait ses classes dans les écoles de formation du PCF, notamment l’école d’un an à Moscou, elle devient membre du comité fédéral des communistes des Hauts-de-Seine à partir de 1964.
En 1968, elle devient responsable nationale de l’Union des Jeunes Filles de France.
En 1976, elle intervient au XXIIe congrès du PCF et entre au Comité Central. Elle est remarquée pour son intervention au sujet du chemin pour aller vers le socialisme dans un cadre démocratique avancé.

## Carrière politique
Janine Jambu commence sa carrière politique comme conseillère municipale de Colombes, en 1969.
En 1982, à la suite de son installation à Bagneux en tant que collaboratrice d'Henri Ravera, maire communiste, elle reçoit son parrainage lors des élections cantonales où elle réunit 39 % des suffrages au premier tour, face à la candidate socialiste Monique Macherey (26,5 %) et deux candidats de droite, Doniguian (22,4 %) et Chêne (12,1 %). Au second tour, Janine Jambu recueille 64,25 % des suffrages et est élue conseillère générale des Hauts-de-Seine.
En 1983, elle entre dans l'équipe municipale d'Henri Ravera et devient sa première adjointe chargée de l'urbanisme. Le 22 mai 1985, Henri Ravera se sachant malade, cède la place de maire à Janine Jambu lors d'un conseil municipal extraordinaire en présence de Madeleine Vincent, Guy Ducoloné, Léo Figuères, Michel Duffour, Marie-George Buffet, André Aubry, Pierre Sotura, Robert Gelly, Lucien Sève et Edmond Amiable.

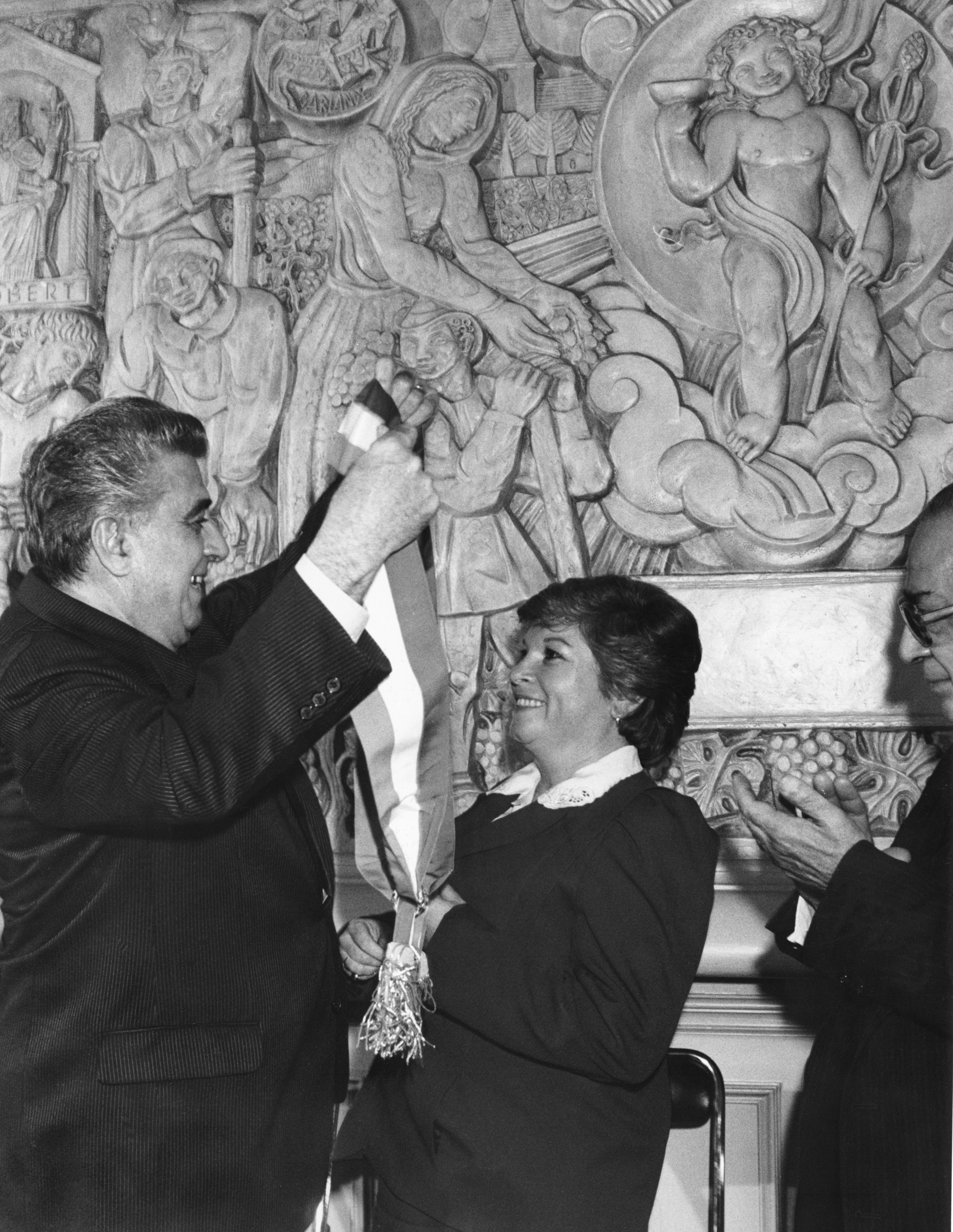
Henri Ravera remet l'écharpe de maire à Janine Jambu, le 22 mai 1985.

Les élections cantonales de 1988 ont lieu dans un contexte plus tendu entre les partenaires socialistes et communistes. Monique Macherey, désormais députée suppléante, va même jusqu'à déposer une plainte contre deux militants de l'Aube Nouvelle, journal local dont Janine Jambu est directrice, et met celle-ci directement en cause dans ses tracts. Cependant, la maire de Bagneux conserve son avance avec 44 % au premier tour, devant la candidate socialiste (26,5 %), le leader de la droite Doniguian (18,7 %), Elie Quisefit du FN (6,94 %) et un écologiste (3,67 %). Au second tour, par le fait du désistement républicain, Janine Jambu n'a plus d'adversaire et réalise le score de 100 %.
Lors des élections municipales de 1989, les sections du PCF et du PS trouvent un accord pour présenter une liste d'union à gauche menée par Janine Jambu. Elle affronte alors la liste dissidente de Macherey, exclue du PS, et du candidat de droite Doniguian. Au premier tour, la liste d'union arrive largement en tête avec 48,39 % des voix, suivie de la droite à 27,5 % et de Macherey à 24,11 %. Au second tour, les trois listes se maintiennent et la liste menée par Janine Jambu est élue à 49,36 %, devant Doniguian à 30,04 % et Macherey à 20,6 %.
Janine Jambu est élue députée de la onzième circonscription des Hauts-de-Seine le 2 avril 1993, pour la Xe législature en battant Alain Robert au second tour. Janine Jambu affronte une nouvelle fois Alain Robert lors des élections municipales de 1995. La liste d'union de la gauche fait 52,49 % et celle de la droite 47,51 %. Janine Jambu est réélue maire de Bagneux.
Elle est également réélue députée pour les XIe et XIIe législatures en 1997 et 2002. Elle fait partie du groupe communiste. Lors des élections législatives de 2007, elle choisit de ne pas se représenter et c'est Marie-Hélène Amiable, qui lui avait succédé à la mairie de Bagneux en mai 2004, qui est élue députée.
En 1999, elle signe avec Patrice Tirolien (1946-2019), maire de Grand-Bourg sur l'île de Marie-Galante dans l'archipel de Guadeloupe, un accord de jumelage entre les deux localités
Elle meurt le 17 avril 2012 à Bagneux des suites d'un infarctus du myocarde foudroyant.
Ses obsèques réunissent plus de 3 000 personnes, dont Marie-George Buffet, Roland Muzeau et Pierre Laurent.
La ville de Bagneux a donné son nom à la halle des sports.

## Condamnation
Janine Jambu est condamnée le 18 mai 2006 par le tribunal correctionnel de Nanterre à quatre mois de prison avec sursis et cinq ans d’inéligibilité pour prise illégale d'intérêts dans une affaire de subventions à des associations locales. Les faits reprochés datent du 26 mars 2002, puis en 2003 et 2004. Elle fait appel. Son avocat, Patrice Cohen-Séat, s'attache alors à démontrer que l'édile mise en cause n'a jamais tiré d'intérêt personnel ni d'enrichissement de l'exercice de son mandat. La condamnation de Janine Jambu suscite l'indignation de toute la classe politique.

## Mandats
- 1969 : conseillère municipale de Colombes, dans la majorité de Dominique Frelaut.
- 12 mars 1983 : conseillère municipale de Bagneux[14], dans la majorité d'Henri Ravera.
- 22 mars 1982 - 2 octobre 1988 : membre du conseil général des Hauts-de-Seine.
- 22 mai 1985 - 11 mars 1989 : maire de Bagneux.
- 3 octobre 1988 - 17 avril 1993 : membre du conseil général des Hauts-de-Seine.
- 24 mars 1989 - 10 juin 1995 : maire de Bagneux.
- 2 avril 1993 - 21 avril 1997 : députée des Hauts-de-Seine.
- 18 juin 1995 - 18 mars 2001 : maire de Bagneux.
- 1er juin 1997 - 18 juin 2002 : députée des Hauts-de-Seine.
- 19 mars 2001 - 20 août 2002 : maire de Bagneux.
- 7 octobre 2002 - 15 mai 2004[15] : maire de Bagneux.
- 2002 - 2007 : députée des Hauts-de-Seine.